# Vale de Bouro
Vale de Bouro es una freguesia portuguesa del concelho de Celorico de Basto, con 7,08 km² de superficie y 812 habitantes (2001). Su densidad de población es de 114,7 hab/km².